# Лі Фелікс
Лі Фелікс (англ. Lee Felix, кор. 필릭스, кор. ім'я 이용복 (укр. Лі Йонбок); 15 вересня 2000), більше відомий за мононімом Фелікс (грец. Felix) — австралійський виконавець та танцюрист корейського походження. Є учасником південнокорейського бой-бенду Stray Kids компанії JYP Entertainment, дебют якого відбувся 25 березня 2018 року. У гурті Фелікс займає позиції репера та танцюриста.
Згідно з інформацією Корейської асоціації авторського права на музику (KOMCA), він є співавтором 15 музичних композицій. Серед широкого загалу відомий своїм вмінням професійно танцювати та читати реп (низьким голосом).

## Біографія
Лі Фелікс народився 15 вересня 2000 року в передмісті Сіднея Севен-Гіллсі, Австралія. Його сім'я складається з батьків та двох сестер — старшої Рейчел і молодшої Олівії. Навчався у Меріст-коледж Святого Патріка (англ. St Patrick's Marist College Dundas). Фелікс 12 років займався тхеквондо (він має чорний пояс третього дана) і неодноразово брав участь у змаганнях, де посідав призові місця. Окрім цього він також добре плаває, він посів друге місце у категорії 15 років на Карнавалі плавання у 2015 році.

## Кар'єра

### До дебюту
У 2016 році Фелікс отримав запрошення взяти участь в австралійському прослуховуванні, яке проводила південнокорейська компанія JYP Entertainment. Попри це, він вирішив завершити навчання, перш ніж переїздити до Південної Кореї. Зрештою, у лютому 2017 року Фелікс став стажуватися у цій компанії.
У 2017 він взяв участь у зніманнях реаліті-шоу розважального телеканалу Mnet під назвою Stray Kids, у результаті відбору на якому мав бути сформований новий бой-бенд. У восьмому епізоді через недоліки у сценічних виступах та недостатнє знання корейської мови Фелікс вибув з шоу. Проте, завдяки особистій позиції продюсера проекту Пак Джин Йона (кор. 박진영), йому та раніше вибулому учаснику Лі Ноу було надано можливість виступити ще раз у заключному епізоді шоу. У ході цього епізоду, завдяки голосуванню глядачів та остаточному рішенню Пак Джин Йона, Фелікса як одного з дев'яти учасників було включено до новоствореного гурту Stray Kids.

### Дебют і подальша діяльність

#### 2018—2020 роки
Дебют Фелікса у Stray Kids відбувся у Сеулі 25 березня 2018 року з шоукейсом Stray Kids Unveil: Op. 01: I Am Not та випущеним наступного дня мініальбомом I Am Not.
23-24 червня на KCON NY (Нью-Йорк) Фелікс разом з лідером Stray Kids Бан Чаном виконували роль ведучих.
26 серпня 2018 року Фелікс, разом з учасниками Stray Kids Хьонджіном та Лі Ноу, дебютував у танцювальному саб-юніті DanceRacha. На YouTube каналі Stray Kids було опубліковано відео з хореографією, де кожен з учасників продемонстрував свій власний стиль танцю.
Увійшов в топ-100 «The 100 Most Handsome Faces of 2018», посівши 43 місце, за версією TC Candler. У 2019 році він був 69 у рейтингу.
З липня 2019 по січень 2020 року Фелікс був ведучим телешоу Pops in Seoul на телеканалі Arirang k-pop. Тут він вів власну рубрику «Felix's Dance How To!», у якій навчав танцювальним рухам з популярних k-pop хореографій.
На своїй трансляції від 15 вересня 2020 року Фелікс розповів, що почав займатися благодійністю, коли ще мешкав у Сіднеї. Після переїзду до Південної Кореї Фелікс шукав можливість знову долучитись до благодійності, так він знайшов Save the Children.

#### 2021 рік
14 березня 2021 року Фелікс спільно із Чанбіном опублікували композицію «좋으니까» у рамках SKZ-RECORD, до якого вони самі написали текст, над музикою працювали Чанбін з Бан Чаном. Її назву «좋으니까» можна перекласти українською як «тому що ти мені подобаєшся».
Спільна композиція «오늘 밤 나는 불을 켜» та відео Бан Чана, Чанбіна, Фелікса та Синміна на вампірську тематику до неї були опубліковані 19 червня 2021 у рамках SKZ-PLAYER. Дослівний переклад українською — «сьогодні вночі я запалю світло».
16 вересня італійський бренд ETRO опублікував відео з хореографією від команди DanceRacha, Stray Kids, які рекламували кампанію Etro Earthbeat. DanceRacha, до складу якої входять Лі Ноу, Хьонджін та Фелікс — це перші айдоли, з якими співпрацювали ETRO.
31 грудня в соціальних мережах гурту з'явилося відео на композицію «#LoveSTAY», яка стала новорічним подарунком для фанатів. Відео містило нарізку кадрів зі знімання музичних кліпів, інших розважальних проектів Stray Kids та безпосередньо відео із запису самої композиції в студії. У тексті учасники звертаються до своїх шанувальників та висловлюють свою подяку за підтримку, яку вони від них отримують від початку дебюту і дотепер. Спільно з Хьонджіном та Ай'Еном Фелікс є автором тексту до цієї композиції.

#### 2022 рік
Напередодні другого фанмітінгу #LoveSTAY «Шоколадна фабрика SKZ» JYP Entertainment повідомили, що через проблеми зі здоров'ям, а саме через біль у спині, Фелікс відвідав лікарню, де йому діагностували міжхребцеву грижу, тому він не буде виконувати значну частину хореографій на запланованих перформансах фанмітингу і повернеться до активної діяльності, як тільки йому дозволять лікарі.
Фелікс взяв участь у записі одного із бісайдів сольного альбому Ім Найон з гурту Twice — «No Problem».

## Особиста діяльність
| Дата виходу | Назва                    | Примітки                       |
| ----------- | ------------------------ | ------------------------------ |
| 26/08/2018  | [Stray Kids: SKZ-PLAYER] | [ 27 ]                         |
| 20/07/2020  | [Stray Kids: SKZ-RECORD] | Результат роботи Two Kids Song |
| 14/03/2021  | [Stray Kids: SKZ-RECORD] | [ 29 ]                         |
| 19/06/2021  | [Stray Kids: SKZ-PLAYER] | [ 30 ]                         |
| 31/12/2021  | Stray Kids «#LoveSTAY»   | [ 31 ]                         |